# 谷文晁

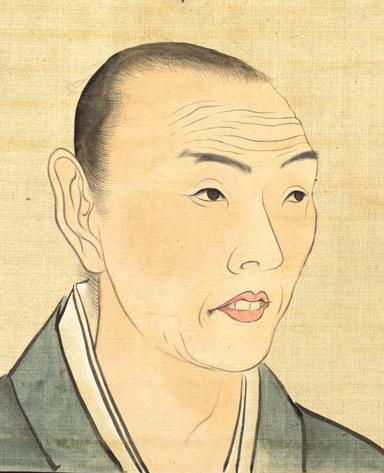
谷文晁自画像（40歳頃）

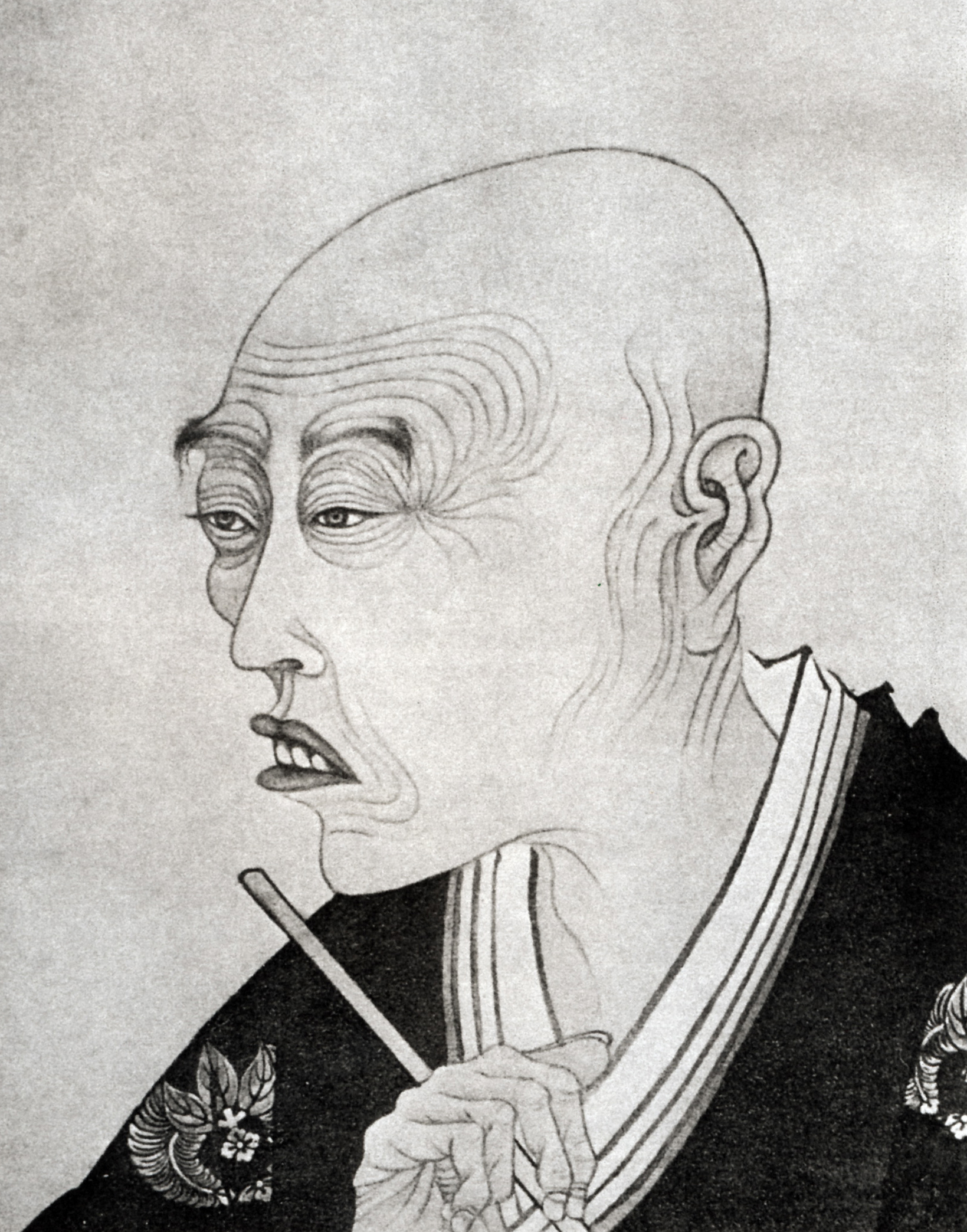
谷文晁像（最晩年）、遠坂文雍画

谷 文晁（たに ぶんちょう、宝暦13年9月9日（1763年10月15日） - 天保11年12月14日（1841年1月6日））は、江戸時代後期の日本の南画（文人画）家。
諱は正安。はじめ号は文朝・師陵、後に文晁とし字も兼ねた。通称は文五郎または直右衛門。別号には写山楼・画学斎・無二・一恕。薙髪して法眼位に叙されてからは文阿弥と号した。江戸下谷根岸の生まれ。贋作が多いことでも有名で、100のうち99は偽物と言われた。

## 生涯

### 出自
祖父の谷本教ははじめ下役人であったが、経済的手腕に優れていたため立身し、民政家として聞こえ、田安家に抜擢され治績を残した。父の谷麓谷も田安家家臣となり、漢詩人として名を知られた。このような文雅の家系に育った文晁は文才を持ち合わせ、和歌や漢詩、狂歌などもよくした。菊池五山の『五山堂詩話』巻3に文晁の漢詩が掲載されている。

### 画業

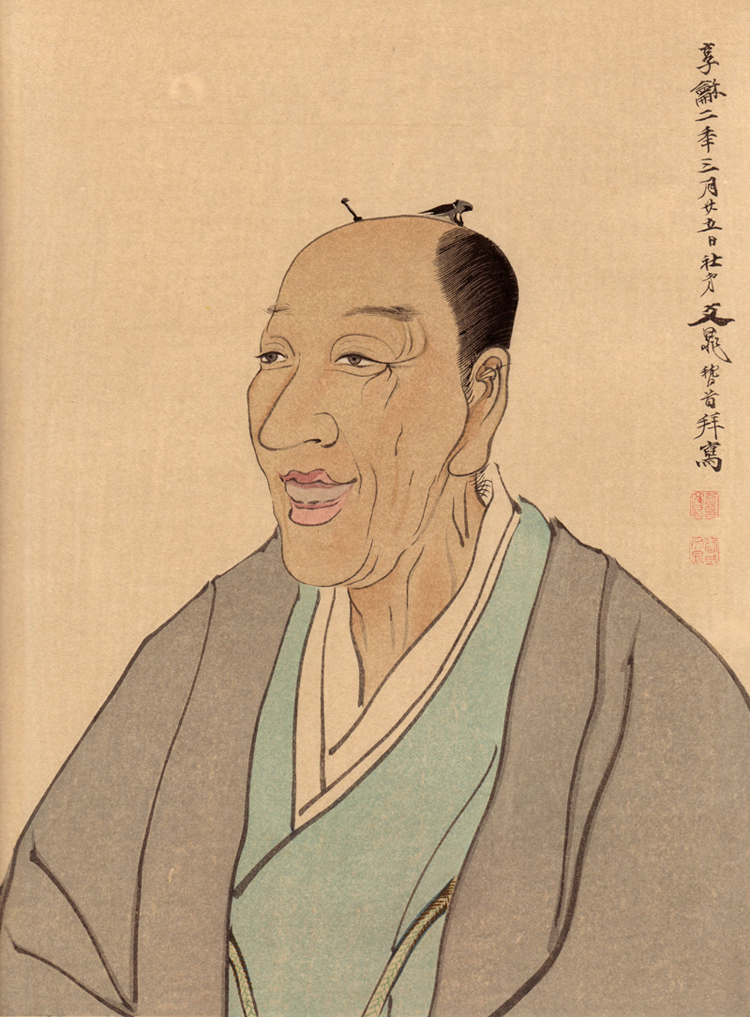
木村蒹葭堂像

12歳の頃、父の友人で狩野派の加藤文麗に学び、18歳の頃に中山高陽の弟子渡辺玄対に師事した。20歳のとき文麗が歿したので北山寒巌につき、北宋画を修めた。鈴木芙蓉にも学んだとされるが確かではない。その後も狩野光定から狩野派を学び、大和絵では古土佐、琳派、円山派、四条派などを、さらに朝鮮画、西洋画も学んだ。26歳の時長崎旅行を企て、大坂の木村兼葭堂に立ち寄り、釧雲泉より正式な南画の指南を受けた。木村蒹葭堂の死後、その死を悼み、遺族に肖像画を贈っている。長崎に着いてからは張秋穀に画法を習い、1か月余り滞在した。古画の模写と写生を基礎にし、諸派を折衷し南北合体の画風を目指した。その画域は山水画、花鳥画、人物画、仏画にまで及び、画様の幅も広く、「八宗兼学」とまでいわれる独自の画風を確立し、後に関東南画壇の泰斗となった。

### 仕官
26歳で田安家に奥詰見習として仕え、近習番頭取次席、奥詰絵師と出世した。30歳のとき、田安宗武の子で白河藩主松平定邦の養子となった松平定信に認められ、その近習となり、定信が隠居する文化9年（1812年）まで定信付として仕えた。寛政5年（1793年）には定信の江戸湾巡航に随行し、『公余探勝図』を制作する。また定信の命を受け、古文化財を調査し、図録集『集古十種』や『古画類聚』の編纂に従事し、古書画や古宝物の写生を行った。また「石山寺縁起絵巻」の補作を行っている。 小峰城三の丸にアトリエ「小峰山房」を構えた。白河だるま市のだるまは文晁が描いた図案をモデルにしたとされている。

### 旅と山
文晁は自他共に認める旅好きで、30歳になるまで日本全国をさかんに旅し、行ったことのない国は4、5か国に過ぎなかったという。旅の途次に各地の山を写生し、名著『日本名山図絵』として刊行した。文化9年（1812年）に著した『日本名山図会』は、日本の代表的山岳89座の風景を90葉の画で表したものであり、当時広く親しまれ、後世の山の見方に影響を与えたという。山岳の中では最も富士山を好み、富士峰図・芙蓉図などの名品を多数遺している。

### 画塾写山楼
画塾・写山楼には多くの弟子が入門し、渡辺崋山・立原杏所などのちの大家を輩出した。写山楼の名の由来は、下谷二長町に位置し、楼上からの富士山の眺望が良かったことによる。なお、この写山楼は2階建て・20畳であった。弟子に対して常に写生と古画の模写の大切さを説き、沈南蘋の模写を中心に講義が行われた。しかし、狩野派のような粉本主義・形式主義に陥ることなく、弟子の個性や主体性を尊重する教育姿勢だった。弟子思いの師として有名であるが、権威主義的であるとの批判も残される。
定信の隠居後、文晁は長年の功績により恩給を受け、格式は奥詰のまま写山楼にて画業に専念した。妻の谷幹々（林氏）、妹の舜媖・紅藍らも女流画家として知られる。実弟の島田元旦も画を得意としており、養子谷文一、実子谷文二も画技に優れ、谷一門は隆盛した。しかし、後継者と目された文一、文二がともに夭折したため、写山楼はその後は零落した。

### 晩年
亀田鵬斎、酒井抱一とは「下谷の三幅対」と評され、享楽に耽り遊びに興じたが、最期まで矍鑠として筆をふるった。文政12年（1829年）に定信が歿し、67歳になった文晁は御絵師の待遇を得て剃髪した。75歳の時に法眼位に叙され、文阿弥と号する。
天保11年（1841年）歿。享年79。墓所は浅草源空寺、法名「本立院生誉一如法眼文阿文晁居士」。辞世の句は「ながき世を 化けおほせたる 古狸 尾先なみせそ 山の端の月」。

## 作品

### 作風
- 寛政文晁 - 寛政年間（1789年 - 1801年、27歳-38歳）の作品。特に評価が高い。
- 烏文晁（落款が烏の足跡に似ていることから。蝶々文晁ともいう） - 文化中期から天保期（1811年 - 1840年）の作品。濫作期ともいわれるが優品も多い。

### 代表作
- 公余探勝図 寛政5年（1793年） 重要文化財・東京国立博物館
- 青山園荘図稿 寛政9年（1797年） 重要文化財・出光美術館
- 戸山山荘図稿 寛政10年（1798年） 重要文化財・出光美術館
- 木村蒹葭堂像 享和2年（1802年） 重要文化財・大阪府教育委員会蔵（大阪市立美術館保管）
- 八仙人図　享和2年（1802年） 静嘉堂文庫美術館
- 彦山真景図 文化12年（1815年） 東京国立博物館

### 鑑定
文晁は鷹揚な性格であり、弟子などに求められると自分の作品でなくとも落款を認めた。また画塾・写山楼では講義中、本物の文晁印を誰もが利用できる状況にあり、自作を文晁の作品だと偽って売り、糊口をしのぐ弟子が相当数いた。購入した者から苦情を受けても「自分の落款があるのだから本物でしょう」と、意に介さなかったという。これらのことから、おびただしい数の偽物が当時から市中に出回っていたと推察できる。したがって、鑑定に当たっては落款・印章の真偽だけでは充分ではなく、テレビ番組の『開運!なんでも鑑定団』では本物が出にくい鑑定品のひとつとして知られている。

### 刊行物
- 『日本名山図譜』
- 『歴代名公画譜』　明代の『顧氏画譜』の模写
- 『本朝画纂』
- 『画学大全』
- 『写山楼画本』
- 『文晁画談』

- 『近世名家肖像図巻』監修
- 『漂客奇賞図』翻刻
- 『歴朝名公款譜』鑑定

## 交友
- 松平楽翁（定信）
- 木村蒹葭堂
- 亀田鵬斎
- 酒井抱一
- 市河寛斎
- 市河米庵
- 菅茶山
- 立原翠軒
- 古賀精里
- 香川景樹
- 加藤千蔭
- 梁川星巌

- 賀茂季鷹
- 一柳千古
- 広瀬蒙斎
- 太田錦城
- 山東京伝
- 曲亭馬琴
- 十返舎一九
- 狂歌堂真顔
- 大田南畝
- 林述斎
- 柴野栗山
- 尾藤二洲

- 頼春水
- 頼山陽
- 頼杏坪
- 屋代弘賢
- 熊坂台州
- 熊坂盤谷
- 川村寿庵
- 鷹見泉石
- 蹄斎北馬
- 土方稲嶺
- 沖一峨
- 池田定常

- 葛飾北斎
- 広瀬台山
- 浜田杏堂

## 門弟

### 文晁門四哲
- 渡辺崋山
- 立原杏所
- 椿椿山
- 高久靄厓

### 谷家一門
- 島田元旦
- 谷文一
- 谷文二
- 谷幹々
- 谷舜媖
- 谷紅藍

- 田崎草雲
- 金子金陵
- 鈴木鵞湖
- 亜欧堂田善
- 春木南湖
- 林十江
- 大岡雲峰
- 星野文良
- 岡本茲奘
- 蒲生羅漢
- 遠坂文雍
- 高川文筌
- 大西椿年

- 大西圭斎
- 目賀田介庵
- 依田竹谷
- 岡田閑林
- 喜多武清
- 金井烏洲
- 鍬形蕙斎
- 枚田水石
- 雲室
- 白雲
- 菅井梅関
- 松本交山
- 佐竹永海

- 根本愚洲
- 江川坦庵
- 鏑木雲潭
- 大野文泉
- 浅野西湖
- 村松以弘
- 滝沢琴嶺
- 稲田文笠
- 平井顕斎
- 遠藤田一
- 安田田騏
- 歌川芳輝
- 感和亭鬼武

- 谷口藹山
- 増田九木
- 清水曲河
- 森東溟
- 横田汝圭
- 佐藤正持
- 金井毛山
- 加藤文琢
- 山形素真
- 川地柯亭
- 石丸石泉
- 野村文紹
- 大原文林

- 船津文淵
- 村松弘道
- 渡辺雲岳
- 後藤文林
- 赤萩丹崖
- 竹山南圭
- 相沢石湖
- 飯塚竹斎
- 田能村竹田[10]
- 建部巣兆

## 関連文献
- 野村文紹 『谷文晁翁之記』
- 本間游清 『耳敏川』
- 清宮秀堅 『雲烟所見略伝』
- 森銑三「谷文晁傳の研究」（『森銑三著作集』第3集）
- 佐藤武雄 『解題 日本名山図会』 山と溪谷社、1990年5月、ISBN 4635885291
- 谷文晁 『日本名山図会―新編』 青渓社、1997年5月、ASIN B000J8VRF0
- 住谷雄幸 『江戸人が登った百名山』 小学館、1999年9月、ISBN 409411291X
- 斎藤一男 『日本の名山を考える』 アテネ書房、2001年12月、ISBN 4871522210
- 三宅修 『現代日本名山図会』 実業之日本社、2003年7月、ISBN 4408007862